# فنگ یالان
فنگ یالان (انگلیسی: Feng Yalan؛ زادهٔ ۲۵ ژانویهٔ ۱۹۹۰ ) یک بازیکن تنیس روی میز اهل جمهوری خلق چین است. 